# Джет Ли
Джет Ли (на английски: Jet Li) е китайски актьор. Истинското му име е Ли Лиендзие, (на пинин Li Lianjie). Роден е на 26 април 1963 г. в Пекин, Китай.  Освен известен актьор, той е специалист в бойните изкуства и шампион по Ушу.
Член на състезателния екип по ушу на Пекин, той печели и първата си титла по ушу. На 17 години се оттегля от спорта, а през 1982 г. участва като актьор във филма Манастирът Шао Лин. Първото му участие във филм от Холивуд е в Смъртоносно оръжие 4 (1998 г.), но първата му главна роля във филм издаден в Холивуд е във филма Ромео трябва да умре (2000 г.). В най-добрата си форма Ли е висок 168 см. 

## Ранни години и кариера в бойните изкуства
Ли е бил Ли Лиендзие в Пекин, Китай. Баща му умира когато той е едва на две години и семейството остава в тежко положение. Ли е най-малкото дете от пет деца – двама по-големи братя и две сестри.
Когато Ли е на 8 години, неговият талант за ушу е открит по време на летни курсове в училището му. Той напредва много бързо и едва на 11 години печели първия си медал.

## Актьорска кариера

### Китайски филми
Успехите в бойните изкуства на Ли водят и до началото на неговата кариера като актьор в Китай и по-късно Хонг Конг. Ли получава актьорското си име през 1982 г. във Филипините, когато рекламна компания сметнала, че името му е твърде трудно за произнасяне. Те направили аналогия на кариерата му с бързо „излитане“ (като при самолетите) и за това сложили Джет (от амер. Jet) пред името му на постерите. Скоро всички започват да му казват Джет Ли. Джет е и базирано на прякор, който Ли получава докато е тренирал в пекинския ушу отбор заради бързината и грациозността си.
По-известните му филми от този период са:
- Манастирът Шао Лин
- Поредицата филми „Имало едно време в Китай“ (Китайско заглавие: Wong Fei Hung), за легендарния китайски фолклорен герой майстор Уонг Фей Хонг.
- Fist of Legend (Китайско заглавие: Jing Wu Ying Xiong), римейк на филма на Брус Ли „Яростни юмруци“.
- Поредицата от филми за Фонг Сай Юк, друг известен китайски фолклорен герой.

### Американски филми
През 1998 г. Джет Ли прави дебюта си в американското кино във филма Смъртоносно оръжие 4, като това е и първата му роля на престъпник (лош герой) във филм. Той приема тази роля с уговорката след това да участва и в Ромео трябва да умре (2000).

## Личен живот
Джет Ли практикува Тибетски будизъм.
През 1987 г. се жени за Huang Qiuyan (член на пекинския ушу отбор и също актриса от Манастирът Шао Лин). Имат две дъщери. Развеждат се през 1990 г. До 1999 г. е женен за актрисата Нина Ли Чи. От нея има още две дъщери.

## Филмография
- Манастирът Шао Лин (少林寺, 1982)
- Kids From Shaolin (1983)
- Born to Defence (1986)
- Martial Arts Of Shaolin (1986)
- Dragon Fight (1988)
- The Master (1989)
- Имало едно време в Китай (黃飛鴻, 1991)
- Swordsman II (1991)
- Имало едно време в Китай II (黃飛鴻之二男兒當自強, 1992)
- Tai Chi Master (1993)
- Fong Sai Yuk (1993)
- Fong Sai Yuk II (1993)
- Kung Fu Cult Master (1993)
- Last Hero In China (1993)
- Имало едно време в Китай III (黃飛鴻之三獅王爭霸, 1993)
- The Bodyguard From Beijing (1994)
- Fist Of Legend (1994)
- The New Legend Of Shaolin (1994)
- High Risk (1995)
- My Father Is A Hero (1995)
- Черната маска (黑俠, 1996)
- Dr. Wai In „The Scripture With No Words“ (1996)
- Once Upon A Time In China And America (1997)
- Смъртоносно оръжие 4 (Lethal Weapon 4, 1998)
- Hitman (1998)
- Ромео трябва да умре (Romeo Must Die, 2000)
- Единственият (The One, 2001)
- Целувката на дракона (Kiss of the Dragon, 2001)
- Герой (英雄, 2002)
- От люлка до гроб (Cradle 2 the Grave, 2003)
- Jet Li: Rise To Honour (2004) (игра за Playstation 2)
- Дани кучето (Unleashed, 2005)
- Fearless (2006)
- Господарите на войната (投名狀, 2007)
- Единакът (War, 2007)
- The Forbidden Kingdom (2008)
- Мумията: Гробницата на императора дракон (The Mummy: Tomb of the Dragon Emperor, 2008)
- The Founding of a Republic (2009)
- Непобедимите (The Expendables, 2010)
- The Flying Swords of Dragon Gate (2011)
- New Dragon Gate Inn (2012)
- Непобедимите 2 (The Expendables 2, 2012)
- Непобедимите 3 (The Expendables 3, 2014)